# Kärnkraft i Tyskland

Kärnkraftverk i Tyskland

Kärnkraft i Tyskland står för cirka en 12% av landets energiproduktion 2020, men frågan om kärnkraftens vara eller icke vara har länge varit föremål för politisk debatt. 2002 beslutade den röd-gröna regeringen, med socialdemokraten Gerhard Schröder som förbundskansler, att alla landets kärnkraftverk skulle stängas ner senast 2021. I september 2010 förlängde dock Angela Merkels regering driftstiden för kärnkraftverken med i genomsnitt 12 år.
Frågan aktualiserades på nytt efter katastrofen i japanska Fukushima, i mars 2011, då en tsunami orsakade flera haverier med radioaktiva utsläpp och med tre härdsmältor. Koalitionsregeringen i Tyskland enades om att ta alla kärnkraftverk ur bruk senast år 2022, och åtta tillfälligt stoppade reaktorer stängdes med omedelbar verkan. Detta preliminära regeringsbeslut väntades formellt bekräftas den 6 juni 2011, vilket också gjordes.

## Översikt
I Tyskland driftsattes cirka 110 kärnkraftverk under perioden 1957–2004. Denna siffra inbegriper både kärnreaktorer för energiproduktion och forskningsreaktorer. Den första kärnreaktorn som driftsattes var en forskningsreaktor i Garching utanför München. Det första kärnkraftverket som levererade ström till elnätet var dock forskningsreaktorn Kahl, vid Großwelzheim i Bayern, 1962. Den senast startade kommersiella kärnreaktorn blev block 5 vid kärnkraftverket Greifswald 1989. Utbildningsreaktorn i Dresden blev 2004 den hittills sista startade.
Den 1 januari 1960 trädde "lagen om fredlig användning av kärnenergi och skydd mot dess risker" (Atomgesetz) i kraft. Sedan dess har den ändrats och kompletterats flera gånger och senast genom "avtalet mellan den federala regeringen och de allmännyttiga företagen" (Atomkonsens), från den 14 juni 2000 och dess innebörd är:
- All användning av befintliga kärnkraftverk är tidsbegränsad.
- Inga tillstånd ges för nybyggnation av nya kärnkraftverk.

Forskning runt kärnteknik står dock utanför avtalet. Konsensusavtalet "Kernenergie-Konsens-Vertrag" fastställer det tillåtna strömuttaget för varje kraftverk. I princip kan eventuell återstående kraftproduktion från äldre kraftverk endast i undantagsfall överföras till nyare. Om ett kärnkraftverk redan har genererat sin tillåtna strömmängd till elnätet, måste det stängas av. Arrangemangen gjordes enligt en lag för en ordnad avslutning av användandet av kärnenergi för kommersiell elproduktion, som trädde i kraft den 22 april 2002.
Tysklands avveckling av kärnkraft (Atomausstieg) säger att de ursprungliga 19 kärnkraftverken ska stängas innan 2021. Två kärnkraftverk (Stade och Obrigheim) har redan lagts ner. Reaktor 2 i kärnkraftverket Neckarwestheim är tänkt att vara det sista som kopplas från elnätet. Av de 17 återstående kraftverken är 9 elproducerande reaktorer normalt kvar i drift efter att regeringen stoppade de 8 reaktorer som stod still, vid det senaste regeringsbeslutet från den 30 maj 2011. Vid detta tillfälle är också 8 forskningsreaktorer fortfarande i drift varav 5 utbildningsreaktorer. 
Sedan 2009 planerade den svart-gula regeringskoalitionen en förlängning av driftstiden, vilken beslutades den 29 september 2010 av den då sittande regeringen. I genomsnitt skulle kärnkraftverken vara i drift tolv år längre, än vad den röd-gröna regeringen hade föreslagit. Den 8 december 2010 undertecknades lagen om driftsförlängning av förbundspresidenten Christian Wulff.
Flera SPD-ledda delstater lämnade in en konstitutionell protest emot förlängningen. Den 28 februari 2011 lämnade de federala delstaterna Berlin, Brandenburg, Bremen, Nordrhein-Westfalen och Rheinland-Pfalz in en formell protest emot förlängningen till författningsdomstolen.
Efter kärnkraftsolyckan i Fukushima, den 11 mars 2011, stängde förbundsregeringen tillfälligt av de sju äldsta kärnkraftverken den 14 mars 2011, inför ett kommande beslut i frågan. De påverkade företagen var EnBW, E.ON och RWE. Den senare gruppen lämnade den 1 april 2011 i en stämningsansökan emot nedläggningen av kärnkraftverket Biblis till Hessens administrativa domstol. RWE:s stämningsansökan hävdade att ett moratorium saknade rättslig grund.

## Kärnkraftverk
Listan avser alla kärnkraftverk och försöksanläggningar som är kopplade till det kommersiella elnätet.
- De ljusröda markerade reaktorerna, är fortfarande i drift.

| Namn/Ort          | Symbol | Stat | Operatör   | Brutto effekt i MW | Netto effekt i MW | Energi till 2010 i TWh | Kvar att prod. feb 2011 i TWh | Bygg- start | Drift emot elnätet | Plan. stopp 2002 | Plan. stopp 2011 | Typ  | Prod. i % kontra plan. stopp |
| ----------------- | ------ | ---- | ---------- | ------------------ | ----------------- | ---------------------- | ----------------------------- | ----------- | ------------------ | ---------------- | ---------------- | ---- | ---------------------------- |
| Isar/Ohu 2        | KKI 2  | BY   | E.ON       | 1 485              | 1 410             | 244,9                  | 103,773                       | 82-09-15    | 88-04-09           | 2021-08-27       | 2022             | PWR  | 91,9 %                       |
| Brokdorf          | KBR    | SH   | E.ON       | 1 480              | 1 410             | 254,3                  | 93,048                        | 76-01-01    | 86-12-22           | 2022-06-26       | 2021             | PWR  | 87,3 %                       |
| Philippsburg 2    | KKP 2  | BW   | EnBW       | 1 468              | 1 402             | 269,8                  | 79,474                        | 77-07-07    | 85-04-18           | 2019-10-14       | 2021             | PWR  | 86,8 %                       |
| Grohnde           | KWG    | NI   | E.ON       | 1 430              | 1 360             | 278,7                  | 80,647                        | 76-06-01    | 85-02-01           | 2019             | 2021             | PWR  | 90,4 %                       |
| Unterweser*       | KKU    | NI   | E.ON       | 1 410              | 1 345             | 287,4                  | 12,607                        | 72-07-01    | 79-09-06           | 2013-03-09       | 2011             | PWR  | 82,4 %                       |
| Krümmel*          | KKK    | SH   | Vattenfall | 1 402              | 1 346             | 201,7                  | 88,245                        | 74-04-05    | 84-03-28           | 2021-06-02       | 2011             | BWR  | 69,1 %                       |
| Emsland           | KKE    | NI   | RWE        | 1 400              | 1 329             | 242,5                  | 108,120                       | 82-08-10    | 88-06-20           | 2022-02-05       | 2022             | PWR  | 91,7 %                       |
| Neckarwestheim 2  | GKN 2  | BW   | EnBW       | 1 400              | 1 310             | 226,2                  | 119,580                       | 82-11-09    | 89-04-15           | 2023-04-14       | 2022             | PWR  | 93,6 %                       |
| Grafenrheinfeld   | KKG    | BY   | E.ON       | 1 345              | 1 275             | 273,4                  | 40,933                        | 75-01-01    | 82-06-17           | 2015-10-20       | 2021             | PWR  | 88,4 %                       |
| Gundremmingen C   | KGG C  | BY   | RWE        | 1 344              | 1 288             | 237,5                  | 57,558                        | 76-07-20    | 85-01-18           | 2018-11-12       | 2021             | BWR  | 86,4 %                       |
| Gundremmingen B   | KGG B  | BY   | RWE        | 1 344              | 1 284             | 246,1                  | 49,264                        | 76-07-20    | 84-07-19           | 2017-01-28       | 2021             | BWR  | 89,7 %                       |
| Mülheim-Kärlich   | KMK    | RP   | RWE        | 1 302              | 1 219             | 10,3                   | 99,150                        | 75-01-15    | 87-10-01           | 1988-09-09       |                  | PWR  | 31,6 %                       |
| Biblis B*         | KWB B  | HE   | RWE        | 1 300              | 1 240             | 245,7                  | 8,551                         | 72-02-01    | 77-01-31           | 2011-11-24       | 2011             | PWR  | 73,5 %                       |
| Biblis A*         | KWB A  | HE   | RWE        | 1 225              | 1 167             | 230,7                  | 3,468                         | 70-01-01    | 75-02-26           | 2011-01-14       | 2011             | PWR  | 68,0 %                       |
| Philippsburg 1*   | KKP 1  | BW   | EnBW       | 926                | 890               | 186,1                  | 9,227                         | 70-10-01    | 80-03-26           | 2013-04-04       | 2011             | BWR  | 79,7 %                       |
| Isar/Ohu 1*       | KKI 1  | BY   | E.ON       | 912                | 878               | 196,7                  | 2,932                         | 72-05-01    | 79-03-21           | 2012-02-22       | 2011             | BWR  | 83,2 %                       |
| Neckarwestheim 1* | GKN 1  | BW   | EnBW       | 840                | 785               | 185,4                  | 0,000                         | 72-02-01    | 76-12-01           | 2011-01-10       | 2011             | PWR  | 84,2 %                       |
| Brunsbüttel*      | KKB    | SH   | Vattenfall | 806                | 771               | 120,4                  | 11,000                        | 70-04-15    | 77-02-09           | 2013-06-30       | 2011             | BWR  | 58,0 %                       |
| Stade             | KKS    | NI   | E.ON       | 672                | 640               | 145,9                  |                               | 67-12-01    | 72-05-19           | 2003-11-14       |                  | PWR  | 85,1 %                       |
| Würgassen         | KWW    | NW   | E.ON       | 670                | 640               | 69,7                   |                               | 68-01-26    | 75-11-11           | 1994-08-26       |                  | BWR  | 58,7 %                       |
| Greifswald 1      | KGR 1  | MV   |            | 440                | 408               | 35,5                   |                               | 70-03-01    | 74-07-12           | 1990-12-18       |                  | VVER |                              |
| Greifswald 2      | KGR 2  | MV   |            | 440                | 408               | 36,6                   |                               | 70-03-01    | 75-04-16           | 1990-02-14       |                  | VVER |                              |
| Greifswald 3      | KGR 3  | MV   |            | 440                | 408               | 33,3                   |                               | 72-04-01    | 78-05-01           | 1990-02-28       |                  | VVER |                              |
| Greifswald 4      | KGR 4  | MV   |            | 440                | 408               | 28,9                   |                               | 72-04-01    | 79-11-01           | 1990-06-02       |                  | VVER |                              |
| Greifswald 5      | KGR 5  | MV   |            | 440                | 408               | -                      |                               | 76-12-01    | 89-11-24           | 1989-11-24       |                  | VVER |                              |
| Obrigheim         | KWO    | BW   | EnBW       | 357                | 340               | 86,8                   |                               | 65-03-15    | 69-04-01           | 2005-05-11       |                  | PWR  | 83,6 %                       |
| Hamm-Uentrop      | THTR   | NW   |            | 308                | 296               | 2,8                    |                               | 71-05-01    | 87-06-01           | 1988-04-29       |                  | PBR  | 22,0 %                       |
| Lingen            | KWL    | NI   | VEW / RWE  | 268                | 183               | 9,1                    |                               | 64-10-01    | 68-10-01           | 1977-01-05       |                  | BWR  | 37,5 %                       |
| Gundremmingen A   | KGG A  | BY   |            | 250                | 237               | 13,8                   |                               | 62-12-12    | 67-04-12           | 1977-01-13       |                  | BWR  | 54,5 %                       |
| Niederaichbach    | KKN    | BY   |            | 106                | 100               | 0,015                  |                               | 66-06-01    | 73-01-01           | 1974-07-31       |                  | HWCR |                              |
| Rheinsberg        | KKR    | BB   |            | 70                 | 62                | 9,0                    |                               | 60-01-01    | 66-10-11           | 1990-06-01       |                  | VVER |                              |
| Karlsruhe         | MZFR   | BW   |            | 57                 | 52                | 5,7                    |                               | 61-12-01    | 66-12-19           | 1984-05-03       |                  | PWR  |                              |
| Großwelzheim      | HDR    | BY   |            | 25                 | 25                | 0,006                  |                               | 65-01-01    | 70-08-02           | 1971-04-20       |                  | BWR  |                              |
| Karlsruhe I       | KNK I  | BW   |            | 21                 | 17                | 0,5                    |                               | 66-05-01    | 74-02-21           | 1974-09-01       |                  | FBR  |                              |
| Karlsruhe II      | KNK II | BW   |            | 21                 | 17                | 0,5                    |                               | 74-09-01    | 79-03-03           | 1991-08-23       |                  | FBR  |                              |
| Kahl              | VAK    | BY   |            | 16                 | 15                | 2,2                    |                               | 58-07-01    | 62-02-01           | 1985-11-25       |                  | BWR  |                              |
| Jülich            | AVR    | NW   |            | 15                 | 13                | 1,7                    |                               | 61-08-01    | 69-05-19           | 1988-12-31       |                  | PBR  |                              |

*Kärnkraftverken Unterweser, Krümmel, Biblis A och B, Phillipsburg 1, Isar 1, Neckarwestheim 1 och Brunsbüttel var på grund av upphävandet av livslängsförlängningen eller underhållsarbeten inte i drift vid det senaste regeringsbeslutet från den 30 maj. Detta påverkade regeringsbeslutet att ge just dessa 8 reaktorer en permanent stängning med omedelbar verkan. 

## Reaktortyper

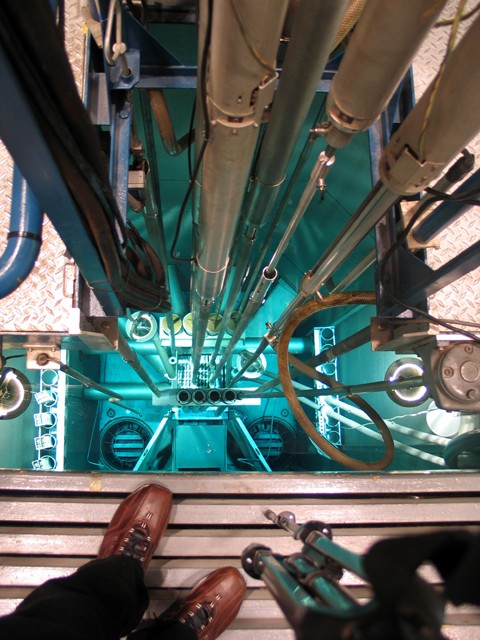
Reaktorkärna vid en Pool-reaktor

- PWR: tryckvattenreaktor, där vattnet i primärkretsen, som används som kylmedel, är trycksatt.
- BWR:  en kokvattenreaktor använder reaktorns förångade kylvatten till att direkt driva en turbin.
- Zero power critical: en reaktor med mycket låg termisk effekt, som används för utbildning och forskning. Denna reaktortyp har i själva verket, på grund av den låga prestandan, ingen ingen ökande kärntemperatur (behöver inte kylsystem för värmeavledning).
- TRIGA: en forskningsreaktor av pooltyp, i vilken säkerheten garanteras genom naturlagar och inte av tekniska system/åtgärder.
- HDR, Hetångreaktor: en nukleär kokvattenreaktor med integrerad överhettning.
- Homogen: en reaktor i vilket det klyvbara ämnet är blandat med en moderator och ett kylmedel.
- HTR: en högtemperatursreaktor, där den höga reaktortemperaturen kyls med en inert gas (helium) som direkt eller indirekt via värmeväxlare kan driva en turbin. Bränslet består av en bädd med kulor med inneslutet kärnbränsle, bakom flera yttre skikt med olika funktion.
- HWR: en reaktortyp som använder tungt vatten som kylmedel och moderator.
- HWCR: en tungvatten-reaktor med CO2-kylda tryckrör.
- MTR: en materialtest-reaktor med en mycket kompakt reaktorkärna, för att uppnå ett högre neutronflöde via en högre densitet.
- Pool: bränsleelementen är nedsänkta i en öppen bassäng, för att underlätta forskningsinsatser.
- FBR: i en bridreaktor sker fissionen med snabba (obromsade) neutroner.

## Forskningsreaktorer
Kärnreaktorer som inte är avsedda för egentlig elproduktion kallas forskningsreaktorer. Forskningsområden kan exempelvis vara orienterade runt reaktorkärnor, kärnbränslen och material. Följande lista beskriver etablerade forskningsanläggningar.
- Reaktorer märkta med ljusröd bakgrundsfärg är i drift.

| Namn/Ort                                 | Namnkod     | Operatör          | Stat | Drevs från | Drevs till | Effekt i Watt | Reaktortyp                              |
| ---------------------------------------- | ----------- | ----------------- | ---- | ---------- | ---------- | ------------- | --------------------------------------- |
| Münchens forskningsreaktor               | FRM         | TU München        | BY   | 57-10-31   | 00-07-28   | 4 MW          | Poolreaktor/MTR                         |
| Rossendorfer forskningsreaktor           | RFR         | FZ Rossendorf     | SN   | 57-12-16   | 91-06-27   | 10 MW         | LWR                                     |
| Forskningsreaktor Frankfurt-1            | FRF-1       | Uni Frankfurt     | HE   | 58-01-10   | 68-03-19   | 50 kW         | homogen (L)/L-54 (L)                    |
| Berlins experimentreaktor-1              | BER I       | HZB               | BE   | 58-07-24   | 1972       | 50 kW         | homogen (L)/L-54 (L)                    |
| Geesthacht forskningsreaktor-1           | FRG-1       | GKSS              | SH   | 58-10-23   | 10-06-28   | 5 MW          | Poolreaktor/MTR                         |
| Siemens Argonaut-reaktor                 | SAR         | TU München        | BY   | 59-06-23   | 68-10-31   | 1 kW          | Argonaut                                |
| AEG-testreaktor                          | PR-10       | Kraftwerk Union   | BY   | 61-01-27   | 1976       | 180 Watt      | Argonaut                                |
| Forskningssreaktor 2                     | FR-2        | KIT               | BW   | 61-03-07   | 81-12-21   | 44 MW         | HWR                                     |
| Forskningsreaktor Jülich-1 (MERLIN)      | FRJ-1       | FZ Jülich         | NW   | 62-02-23   | 85-03-22   | 10 MW         | Poolreaktor/MTR                         |
| Siemens undervisningsreaktor i München   | SUR-M       | TU München        | BY   | 62-02-28   | 81-08-10   | 0,1 Watt      | homogen (S)/SUR-100                     |
| Forskningsreaktor Jülich 2 (DIDO)        | FRJ-2       | FZ Jülich         | NW   | 62-11-14   | 06-05-02   | 23 MW         | Tank/HWR                                |
| Rossendorfer Ringzonenreaktor            | RRR         | FZ Rossendorf     | SN   | 62-12-16   | 91-09-25   | 1 kW          | Argonaut                                |
| Snabb termisk argonautreaktor Karlsruhe  | STARK       | FZ Karlsruhe      | BW   | 63-01-11   | 76-03-00   | 10 Watt       | Argonaut                                |
| Forskningsreaktor Geesthacht-2           | FRG-2       | GKSS              | SH   | 63-03-16   | 93-01-28   | 15 MW         | Poolreaktor/MTR                         |
| Siemens undervisningsreaktor i Berlin    | SUR-B       | TU Berlin         | BE   | 63-07-26   | 07-10-15   | 0,1 Watt      | homogen (S)/Zero power critical/SUR-100 |
| Siemens undervisningsreaktor i Darmstadt | SUR-DA      | TU Darmstadt      | HE   | 63-09-23   | 85-02-22   | 0,1 Watt      | homogen (S)/Zero power critical/SUR-100 |
| Anläggning för Zero power critical       | ANEX        | GKSS              | SH   | 64-05-19   | 75-02-05   | 100 Watt      | Zero power critical                     |
| Siemens undervisningsreaktor i Stuttgart | SUR-S       | Uni Stuttgart     | BW   | 64-08-24   |            | 0,1 Watt      | homogen (S)/Zero power critical/SUR-100 |
| Siemens undervisningsreaktor i Hamburg   | SUR-HH      | FH Hamburg        | HH   | 65-01-15   | 92-08-00   | 0,1 Watt      | homogen (S)/Zero power critical/SUR-100 |
| Forskningsreaktorn i Mainz               | FRMZ        | JGU               | RP   | 65-08-03   |            | 100 kW        | Poolreaktor/TRIGA-II                    |
| Siemens undervisningsreaktor i Aachen    | SUR-AA      | RWTH Aachen       | NW   | 65-09-22   | 2008       | 0,1 Watt      | homogen (S)/Zero power critical/SUR-100 |
| Siemens undervisningsreaktor i Ulm       | SUR-U       | Hochschule Ulm    | BW   | 65-12-01   |            | 0,1 Watt      | homogen (S)/Zero power critical/SUR-100 |
| Siemens undervisningsreaktor i Kiel      | SUR-KI      | FH Kiel           | SH   | 66-03-29   | 97-12-11   | 0,1 Watt      | homogen (S)/Zero power critical/SUR-100 |
| Siemens undervisningsreaktor i Karlsruhe | SUR-KA      | FZ Karlsruhe      | BW   | 66-03-07   | 96-09-00   | 0,1 Watt      | homogen (S)/Zero power critical/SUR-100 |
| Forskningsreaktor TRIGA Heidelberg-I     | TRIGA HD I  | DKFZ              | BW   | 66-08-26   | 77-03-31   | 250 kW        | Poolreaktor/TRIGA-I                     |
| Snabb Zero power critical, Karlsruhe     | SNEAK       | FZ Karlsruhe      | BW   | 66-12-15   | 85-11-99   | 1 kW          | homogen                                 |
| Förbränningsmätning                      | ADIBKA      | FZ Jülich         | NW   | 67-03-18   | 72-10-30   | 100 Watt      | homogen/L77 A                           |
| AEG-Zero power critical                  | TKA         | Kraftwerk Union   | BY   | 67-06-23   | 1973       | 100 Watt      | Tank/Zero power critical                |
| Forsknings- och mätreaktor Braunschweig  | FMRB        | PTB               | NI   | 67-10-03   | 95-12-19   | 1 MW          | Poolreaktor/MTR                         |
| Siemens undervisningreaktor i Bremen     | SUR-HB      | Hochschule Bremen | HB   | 67-10-10   | 93-06-17   | 0,1 Watt      | homogen (S)/Zero power critical/SUR-100 |
| Atomfartyget Otto Hahn                   | OH          | GKSS              | SH   | 68-08-26   | 79-03-22   | 38 MW         | PWR/Skeppsreaktor                       |
| Anordnung för kritiska experiment        | RAKE        | FZ Rossendorf     | SN   | 69-10-03   | 91-11-26   | 10 Watt       | Tank/Zero power critical                |
| Kritiska experiment, Jülich              | KEITER      | FZ Jülich         | NW   | 71-06-15   | 1982       | 1 Watt        | Zero power critical                     |
| Siemens undervisningreaktor i Hannover   | SUR-H       | Uni Hannover      | NI   | 71-12-09   |            | 0,1 Watt      | homogen (S)/Zero power critical/SUR-100 |
| Forskningsreaktorn Neuherberg            | FRN         | GSF               | BY   | 72-08-23   | 82-12-16   | 1 MW          | Poolreaktor/TRIGA-III                   |
| Hannovers forskningsreaktor              | FRH         | MH Hannover       | NI   | 73-01-31   | 96-12-18   | 250 kW        | Poolreaktor/TRIGA-I                     |
| Siemens undervisningreaktor i Furtwangen | SUR-FW      | HFU               | BW   | 73-06-28   |            | 0,1 Watt      | homogen (S)/Zero power critical/SUR-100 |
| Kritisk anordning                        | KAHTER      | FZ Jülich         | NW   | 73-07-02   | 84-02-03   | 100 Watt      | Zero power critical                     |
| Berlins experimentreaktor-II             | BER II      | HZB               | BE   | 73-12-09   |            | 10 MW         | Poolreaktor/MTR                         |
| Forskningsreaktor TRIGA Heidelberg-II    | TRIGA HD II | DKFZ              | BW   | 78-02-28   | 99-11-30   | 250 kW        | Poolreaktor/TRIGA-I                     |
| Utbildningsreaktor Dresden-1             | AKR-1       | TU Dresden        | SN   | 78-07-28   | 04-03-00   | 2 Watt        | homogen/Zero power critical/SUR-100     |
| Zittauer lär- och forskningsreaktor      | ZLFR        | Hochschule Zittau | SN   | 79-05-25   | 05-03-24   | 10 Watt       | HWR                                     |
| Forskningsreaktor München II             | FRM II      | TU München        | BY   | 04-03-02   |            | 20 MW         | Poolreaktor/HWR                         |
| Utbildningsreaktor Dresden-2             | AKR-2       | TU Dresden        | SN   | 05-03-22   |            | 2 Watt        | homogen/Zero power critical/SUR-100     |
| Forskningsreaktor Frankfurt-2            | FRF-2       | Uni Frankfurt     | HE   | aldrig     |            | 1 MW          | Poolreaktor/TRIGA                       |

Stand: August 2010, Källor: Bundesanstalt für Strahlenschutz, Informationskreis KernEnergie
Dessutom byggdes under andra världskriget, i det tyska uranprojektet, en serie experimentella reaktorer som dock inte alla var kritiska (Prompt critical). Den sista av dessa var forskningsreaktorn Haigerloch, en tungvattenreaktor som byggdes av Kaiser Wilhelm-institutet för fysik i mars/april 1945 i en stenkällare i staden Haigerloch i Baden-Württemberg.